# Dragomirești (Neamț)
Dragomirești è un comune della Romania di 2 468 abitanti, ubicato nel distretto di Neamț, nella regione storica della Moldavia. 
Il comune è formato dall'unione di 4 villaggi: Buhonca, Buruienești, Doljești, Rotunda.